# Una nau minada
"Una nau minada" (títol original en anglès "Starship Mine") és el divuitè episodi de la sisena temporada de la sèrie de televisió de ciència-ficció estatunidenca Star Trek: La nova generació, i el 144è de tota la sèrie. Es va emetre originalment el 29 de març de 1993 en redifusió als Estats Units. El guió fou escrit per Morgan Gendel i dirigit per Cliff Bole. L'episodi va marcar una aparició inicial de l'actor Tim Russ al cànon de Star Trek abans de ser escollit com a Tuvok a Star Trek: Voyager, i el mateix per a Patricia Tallman, que més tard va protagonitzar Lyta Alexander a Babylon 5.
Ambientada al segle XXIV, la sèrie segueix les aventures de la tripulació de la nau de la Flota Estel·lar de la Federació Enterprise-D sota el comandament del capità Jean-Luc Picard. En aquest episodi, mentre l'Enterprise és evacuada per a un manteniment perillós, el Capità Picard ha de lluitar sol contra uns lladres que es fan passar per membres de l'equip de treball a bord de la nau. La trama ha estat coneguda per la seva similitud amb la pel·lícula d'acció de 1988 Die Hard.

## Argument
La nau estel·lar Federació Enterprise està atracada a la matriu Remmler per ser descontaminada mitjançant l'ús d'un escombrat bariónic, inofensiu per als materials inorgànics de la nau però mortal per als éssers vius. La nau és evacuada a la base de la matriu i els seus sistemes s'apaguen com a preparació per a l'escorcolla. El capità Picard i la resta de l'equip superior són convidats per l'oficial al comandament de la base, el comandant Calvin Hutchinson, a un còctel, però Picard preveu que serà acorralat per la "xerrada" de Hutchinson durant l'esdeveniment. Torna a l'Enterprise per recuperar la seva sella per anar a muntar, però en marxar troba un tècnic de la matriu treballant amb els panells de la nau. Picard intenta esbrinar què està fent el tècnic, però és atacat; Picard guanya avantatge i deixa inconscient el tècnic.
Mentrestant, al còctel, l'enginyer en cap de l'"Enterprise", La Forge, detecta lectures estranyes provinents d'una de les peces centrals amb el seu VISOR. Abans que pugui investigar, els altres membres del personal de la tripulació prenen els assistents a la festa com a ostatges, ferint La Forge i matant Hutchinson. Els impedeixen comunicar-se amb la resta de la tripulació o la Flota Estel·lar mentre s'inicia l'escorcoll. La tripulació treballa furtivament per idear un pla per alliberar-se dels seus captors.
A bord de l'"Enterprise", Picard descobreix que una petita força de tècnics, liderada per una dona anomenada Kelsey, està a bord intentant robar resina de triliti dels motors de curvatura per vendre-la a un altre grup com a part d'un potent explosiu. És capturat però escapa. Mentre l'escorcoll bariònic progressa per la nau, Picard juga al gat i la rata amb els tècnics mentre es manté al capdavant. En un moment donat, un crit terrible indica que un dels tècnics va ser atrapat al camp de barions. Finalment, després d'haver neutralitzat tots excepte Kelsey, Picard es retira a Ten-Forward, l'última zona que serà afectada per l'escombrada. Kelsey aconsegueix teletransportar-se a una nau que espera. Picard truca repetidament a la base per desactivar l'escombrada de barions. Els oficials de l'"Enterprise", després d'haver aconseguit superar els seus captors mitjançant una elaborada estratagema que implica el VISOR de Geordi, aconsegueixen aturar l'escombrada just a temps per salvar la vida de Picard. Data informa a Picard d'una llançadora que intenta escapar. Picard, després d'haver pres subreptíciament la vareta de control del contenidor d'emmagatzematge del triliti durant la seva baralla amb Kelsey, afirma que no arribaran gaire lluny, ja que el triliti explota i destrueix la llançadora.

## Repartiment i doblatge al català
La sèrie va ser doblada al català pels estudis Tramontana (primera part) i Soundtrack (segona part) i emesa a TV3 l’any 1991. Els dobladors de l'episodi foren:
| Personatge            | Actor/actriu     | Veu en català        |
| --------------------- | ---------------- | -------------------- |
| Jean-Luc Picard       | Patrick Stewart  | Joan Crosas          |
| William Riker         | Jonathan Frakes  | Antoni Forteza       |
| Data                  | Brent Spinner    | Joaquim Sota         |
| Geordi La Forge       | LeVar Burton     | Aleix Estadella      |
| Worf                  | Michael Dorn     | Enric Arquimbau      |
| Beverly Crusher       | Gates McFadden   | Aurora Garcia        |
| Deanna Troi           | Marina Sirtis    | Alicia Laorden       |
| Comandant Hutchinsonn | David Spielberg  | Jordi Vilaseca       |
| Kelsey                | Marie Marshall   | Marta Calvó          |
| Devor                 | Tim Russ         | Josep Maria Mas      |
| Orton                 | Glenn Morshower  | Francesc Figuerola   |
| Neil                  | Tom Nibley       | Pep Ribas            |
| Satler                | Tim de Zarn      | Amadeu Aguado        |
| Kiros                 | Patricia Tallman | Maria Jesús Lleonart |
| Cambrer               | Arlee Reed       | Francesc Figuerola   |

## Producció
Sovint s'ha dit que la trama d'aquest episodi està molt influenciada per la pel·lícula d'acció Die Hard, cosa que el guionista Morgan Grendel ha confirmat en algunes ocasions, però que ha minimitzat en altres.
Originalment, Morgan Grendel tenia la intenció de posar a tots els episodis de Star Trek que va escriure el nom de cançons obscures dels Beatles. Tanmateix, només ho va aconseguir amb el seu primer guió per a l'episodi de la cinquena temporada (La llum interior), que va anomenar així per la cançó The Inner Light. Tanmateix, el seu pla va fracassar amb l'episodi "Una nau minada", que va ser el seu segon guió per a "Star Trek". En realitat, volia titular l'episodi Revolució. Tanmateix, com que ja hi havia un episodi de la tercera temporada titulat "Evolució"), finalment es va canviar el nom a "Una nau minada". En els dos guions que Grendel va escriure més tard per a "Star Trek: Deep Space Nine", no va continuar amb la seva idea dels Beatles.

## Càsting
Tim Russ, com el tècnic rebel Devor, va fer la seva primera aparició a la franquícia Star Trek a "Una nau minada". Anteriorment havia estat una opció alternativa per al paper de Geordi La Forge al principi de la sèrie, però LeVar Burton va ser escollit per Gene Roddenberry. Posteriorment, Russ va fer audicions en múltiples ocasions per a papers en episodis i va ser considerat de nou per a un paper principal a Star Trek: Deep Space Nine. Després de la seva aparició a "Una nau minada", va aparèixer com a klíngon a l'episodi "Invasive Procedures" de Deep Space Nine i com a alferes sense nom a la pel·lícula Star Trek: Generations, abans d'aconseguir el paper de Tuvok a Star Trek: Voyager'.
Patricia Tallman, interpretant a Kiros a l'episodi, va passar a interpretar el paper clau de Lyta Alexander a la sèrie de ciència-ficció Babylon 5.
David Spielberg és l'amfitrió de la festa, Hutchinson.

## Recepció
L'episodi ha rebut crítiques positives, i alguns comentaristes l'identifiquen com un dels millors episodis de la sèrie en general, especialment per als nous espectadors.Ha estat elogiat repetidament per centrar-se en Picard a l'hora de fer front a una amenaça a la seva nau espacial pel seu compte, sense l'ajuda de la seva tripulació. Diversos escriptors el van recomanar com un bon episodi per veure abans de la sèrie Star Trek: Picard mostrant el personatge.
Tor.com va elogiar l'actuació de David Spielberg com a Hutchinson, especialment les escenes còmiques entre Data (interpretat per Brent Spiner) i Hutchinson. També van elogiar l'actriu i especialista Patricia Tallman per la seva actuació com a Kiros, una tècnica hostil. En general, va qualificar l'episodi amb sis sobre deu, destacant no sols les seqüències d'acció de Picard, sinó també les moltes línies de diàleg més petites i els detalls de l'episodi.
L'argument de l'episodi s'ha comparat favorablement amb la pel·lícula d'acció de 1988 Die Hard, i Games Radar la va anomenar "Die Hard in a Jefferies Tube".

## Llançaments
L'episodi es va publicar com a part de la caixa del DVD de la sisena temporada de Star Trek: la nova generació DVD als Estats Units el 3 de desembre de 2002.  Una versió remasteritzada en HD es va publicar en disc òptic Blu-ray el 24 de juny de 2014.
Un exemple d'una estrena en TDT va ser el 4 d'abril de 1993, quan l'episodi es va emetre a les 17:30, i la guia de televisió va assenyalar que "lladres que es fan passar per tècnics atrapen Picard mentre uns raigs letals bombardegen l'Enterprise".